# Montboucher
Montboucher ist eine Gemeinde im Zentralmassiv in Frankreich. Sie gehört zur Region Nouvelle-Aquitaine, zum Département Creuse, zum Arrondissement Guéret und zum Kanton Bourganeuf. 

## Lage
Sie grenzt an Châtelus-le-Marcheix, Saint-Dizier-Masbaraud mit Masbaraud-Mérignat, Bourganeuf, Saint-Junien-la-Bregère, Saint-Amand-Jartoudeix und Saint-Pierre-Chérignat. Das Gemeindegebiet wird vom Flüsschen Béraude durchquert, das zur Vige entwässert.

## Sehenswürdigkeiten
- Kirche der Enthauptung von St.-Jean-Baptiste (Église de la Décollation-de-Saint-Jean-Baptiste)
- Château de Vedrenas

## Bevölkerungsentwicklung
| Jahr      | 1962 | 1968 | 1975 | 1982 | 1990 | 1999 | 2006 | 2008 | 2011 | 2013 |
| --------- | ---- | ---- | ---- | ---- | ---- | ---- | ---- | ---- | ---- | ---- |
| Einwohner | 546  | 484  | 428  | 377  | 356  | 344  | 362  | 367  | 357  | 353  |